# Техно-Центр
«Техно-Центр» — колишній український футбольний клуб з міста Рогатина Рогатинського району Івано-Франківської області.
Від сезону 2001/02 до 2004/05 років команда виступала у другій лізі (група А). У 2005 році команда знялася зі змагань перед стартом наступного чемпіонату.

## Досягнення
- Срібний призер чемпіонату України серед аматорів: 1999
- Чемпіон Івано-Франківщини: 1999 (осінь)